# Michał Kałuża
Michał Kałuża (ur. 22 lipca 1998 w Bielsku-Białej) – polski futsalista, bramkarz, reprezentant kraju, od 2019 r. zawodnik drużyny hiszpańskiej Primera División CD Burela FS, uczestnik mistrzostw Europy 2018, trzykrotny mistrz Polski, dwukrotny zdobywca Pucharu Polski oraz uczestnik Ligi Mistrzów w barwach Rekordu Bielsko-Biała, którego jest wychowankiem.